# コッレピエトロ
コッレピエトロ（イタリア語: Collepietro）は、イタリア共和国アブルッツォ州ラクイラ県にある、人口約200人の基礎自治体（コムーネ）。

## 地理

### 位置・広がり

#### 隣接コムーネ
隣接するコムーネは以下の通り。括弧内のPEはペスカーラ県所属を示す。
- ブッシ・スル・ティリーノ (PE)
- カペストラーノ
- ナヴェッリ
- ポーポリ・テルメ (PE)
- サン・ベネデット・イン・ペリッリス